# Rhytidaspis
Rhytidaspis is een geslacht van rechtvleugeligen uit de familie sabelsprinkhanen (Tettigoniidae). De wetenschappelijke naam van dit geslacht is voor het eerst geldig gepubliceerd in 1891 door Redtenbacher.

## Soorten
Het geslacht Rhytidaspis omvat de volgende soorten:
- Rhytidaspis fusca Karny, 1911
- Rhytidaspis picta Redtenbacher, 1891